# Academia dos Nove

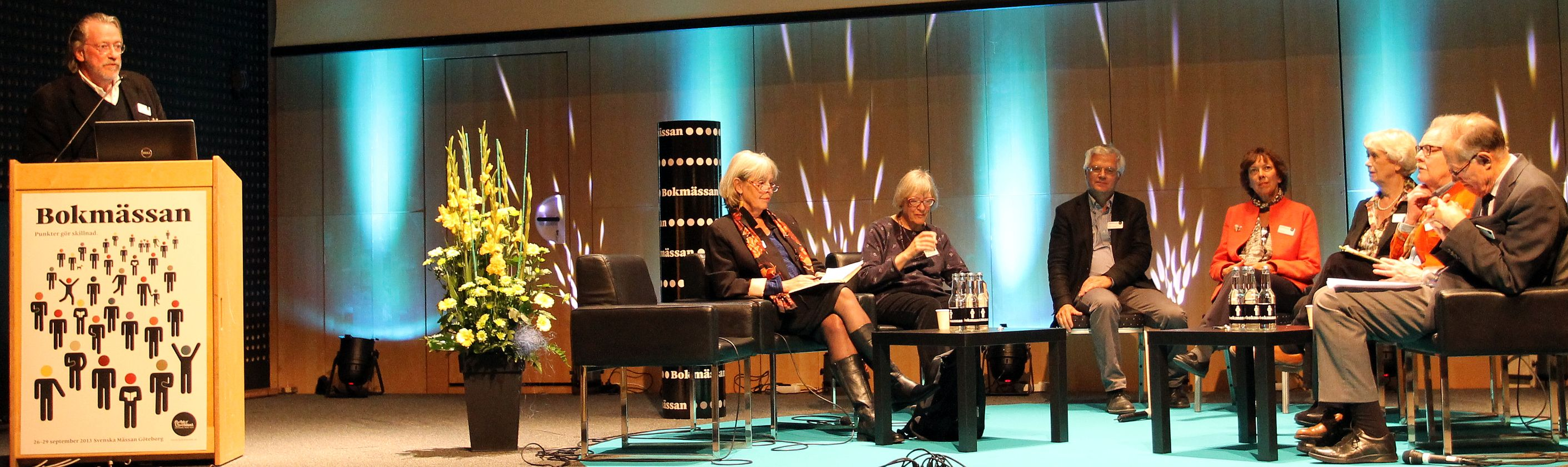
Oito dos nove membros da Academia dos Nove na Feira do Livro de Gotemburgo em 2013 - Niklas Rådström, Agneta Pleijel, Madeleine Gustafsson, Johan Svedjedal, Nina Burton, Kerstin Ekman, Gunnar Harding e Inge Jonsson.

A Academia dos Nove (em sueco: Samfundet De Nio) é uma academia literária sueca cujo objetivo é promover a literatura, a paz e os direitos da mulher.
Foi fundada em 1913 em Estocolmo, pela vontade do testamento de Lotten von Kræmer, uma escritora feminista filantropa falecida em 1912.

A Academia dos Nove tem nove cadeiras, sendo quatro cadeiras destinadas a mulheres, quatro a homens e a cadeira de presidente alternadamente ocupada por uma mulher e por um homem.

A academia atribui anualmente um prémio – o Grande Prémio dos Nove (em sueco: Stora priset)

## Membros da Academia dos Nove
- Cadeira nr 1 Inge Jonsson
- Cadeira nr 2 Nina Burton
- Cadeira nr 6 Agneta Pleijel
- Cadeira nr 3 Anders R Öhman
- Cadeira nr 7 Niklas Rådström
- Cadeira nr 4 Kerstin Ekman
- Cadeira nr 8 Madeleine Gustafsson
- Cadeira nr 5 Gunnar Harding
- Cadeira nr 9 Johan Svedjeda

Fonte: Academia dos Nove - Abril de 2015 